# Politique étrangère des Fidji
Les Fidji sont un État souverain depuis leur indépendance de l'Empire britannique en 1970. Aligné sur le bloc de l'Ouest des années 1970 aux années 2000, le pays développe de 2009 à 2022, sous le gouvernement du Premier ministre Frank Bainimarama, une politique étrangère beaucoup plus active, diversifiant et approfondissant ses relations bilatérales et multilatérales avec les pays au-delà de l'Océanie et de l'Occident et participant de manière davantage prééminente aux organisations internationales.

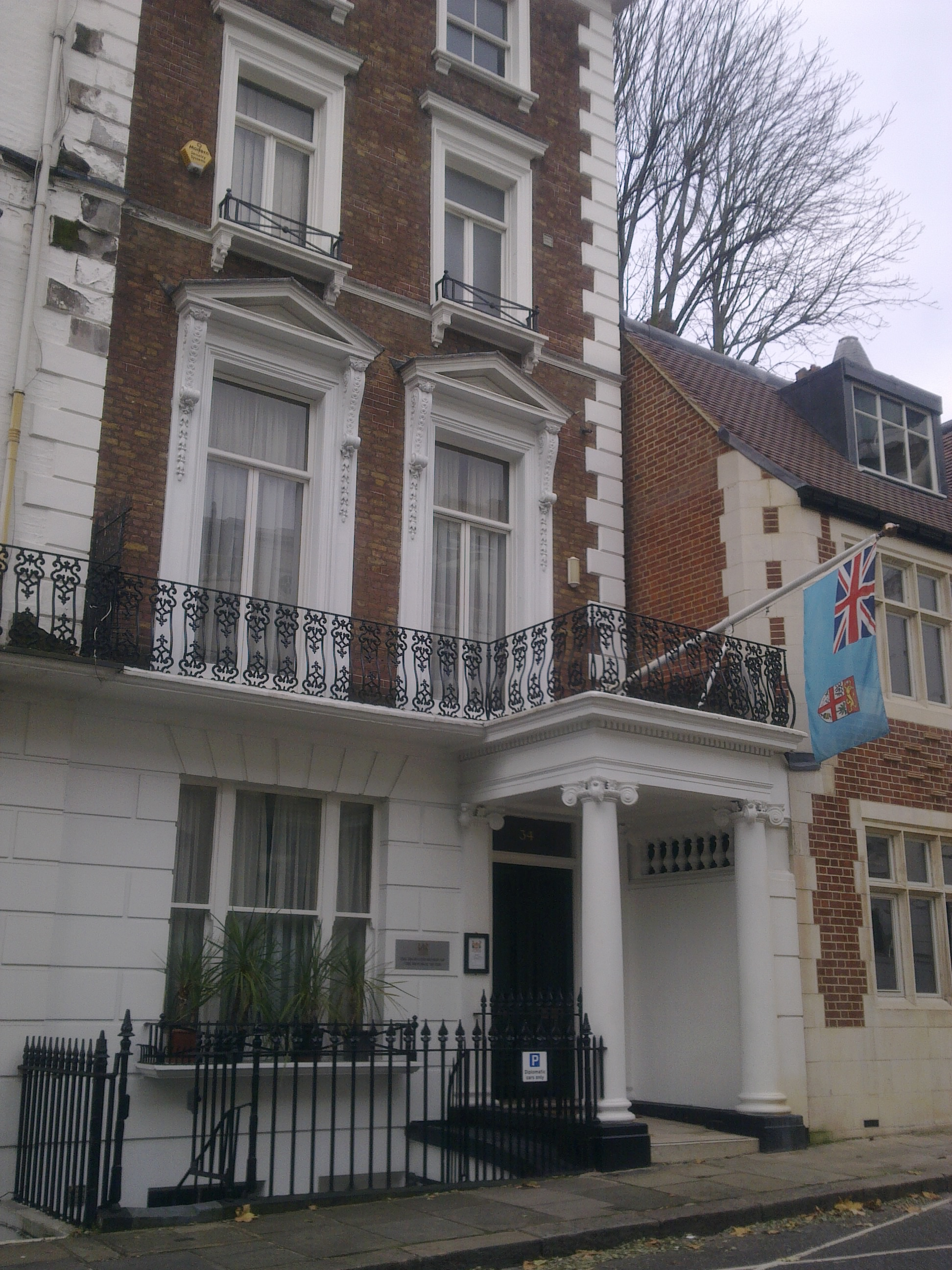
Haut-commissariat (ambassade) des Fidji à Londres.

## Histoire

### Les années Mara
Unifiées sous le grand chef autochtone Ratu Seru Epenisa Cakobau qui proclame en 1871 une monarchie constitutionnelle dotée d'une assemblée législative élue, les Fidji au début des années 1870 subissent les revendications politiques de colons européens qui souhaitent contrôler l'archipel. C'est pour contrer ces pressions, et également éviter la menace d'une éventuelle prise de contrôle du pays par les États-Unis, que le roi Cakobau offre son pays à la reine Victoria du Royaume-Uni. L'archipel devient une colonie britannique en 1874, au moyen d'un « Acte de Cession » par lequel les Britanniques s'engagent à respecter les prérogatives des chefs autochtones coutumiers ainsi que les intérêts de la population autochtone.
Les Fidji retrouvent paisiblement leur indépendance en 1970, devenant un dominion indépendant dont la reine Élisabeth II est symboliquement le chef de l'État mais où le pouvoir est exercé par un gouvernement responsable issu d'une Chambre des représentants élue par les citoyens. Ratu Sir Kamisese Mara, Premier ministre et grand chef autochtone coutumier, est la figure dominante des deux premières décennies de l'indépendance du pays. Il gère personnellement les affaires étrangères jusqu'en 1982, date à laquelle un ministère des Affaires étrangères est créé. Ratu Mara, âgé de 50 ans au moment de l'indépendance, devient le principal porte-parole des intérêts partagés des petits États insulaires en développement du Pacifique Sud sur la scène internationale : « Les autres dirigeants insulaires, plus âgés, comptent sur lui pour faire passer les intérêts de leurs jeunes États ». Les premières ambassades fidjiennes, dès l'indépendance, sont établies à Londres et à Canberra, marquant la primauté de l'importance des relations fidjiennes avec ces deux États occidentaux anglophones, ainsi qu'à New York pour permettre au nouvel État de participer à l'Organisation des Nations unies.

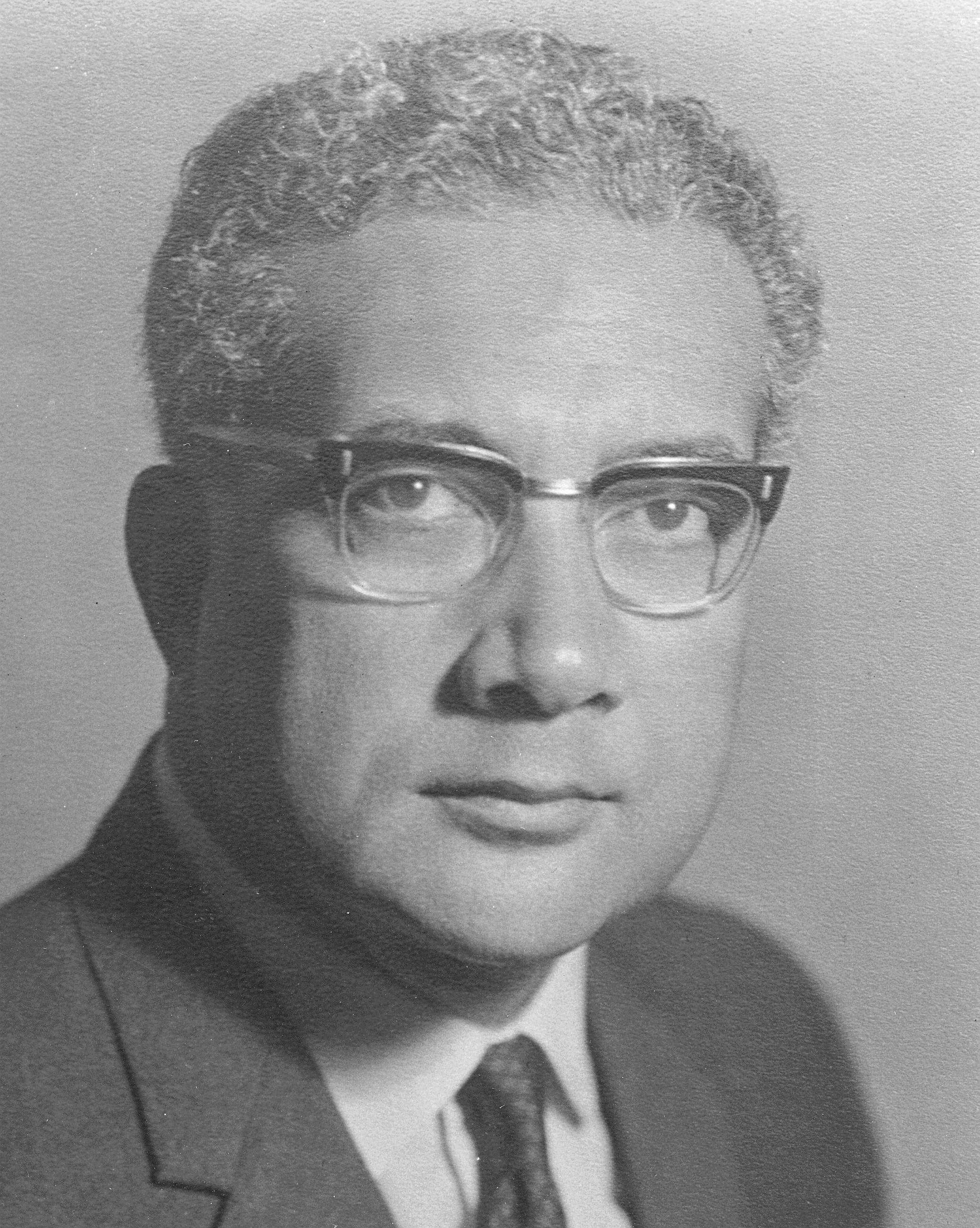
Ratu (chef) Sir Kamisese Mara, Premier ministre et chef de la diplomatie fidjienne dans les années 1970.

Ratu Mara et le gouvernement fidjien sont « à l'avant-garde du régionalisme océanien » - d'autant que les Fidji sont le premier petit État océanien à devenir membre des Nations unies, et le seul à en être membre au début des années 1970. C'est à Suva, la capitale fidjienne, que Ratu Mara s'entend avec les dirigeants des autres petits États océaniens en développement déjà indépendants à cette date (Îles Cook, Nauru, Samoa, Tonga) pour fonder un forum international de coopération régionale. À la demande de ses pairs, c'est le Premier ministre fidjien qui organise la création en 1971 du Forum du Pacifique sud. Dans le même temps, malgré cette volonté d'autogestion des petits États autochtones de la région, Ratu Mara adopte, comme ses pairs, une politique étrangère « fondamentalement pro-occidentale ». La politique de défense et de sécurité des Fidji se fonde sur une coopération informelle avec les États du traité ANZUS de défense mutuelle : Australie, États-Unis et Nouvelle-Zélande.
À la croisée -d'un point de vue à la fois géographique et culturel- entre les États polynésiens et les nouveaux États mélanésiens qui obtiennent leur indépendance dans la seconde moitié des années 1970, les Fidji mettent en avant la « Voie du Pacifique », expression inventée par Ratu Mara lors d'un discours aux Nations unies en 1970 : l'idée d'une façon de faire proprement océanienne fondée sur « la modération, le respect, le dialogue consensuel, l'inclusivité », une coopération avec les grandes nations occidentales articulée autour d'un « idéal pan-océanien ». Aux côtés de la Nouvelle-Zélande, et avec l'aval des autres petits États océaniens, les Fidji sous Ratu Mara promeuvent la dénucléarisation de l'océan Pacifique, position exprimée formellement par le traité de Rarotonga de 1985. Le gouvernement Mara soutient également la décolonisation du Pacifique, pressant la France et les États-Unis (puissance coloniale de la majeure partie de la Micronésie) à ce sujet, tout en veillant à conserver de bonnes relations avec les puissances occidentales.

### Casques bleus fidjiens

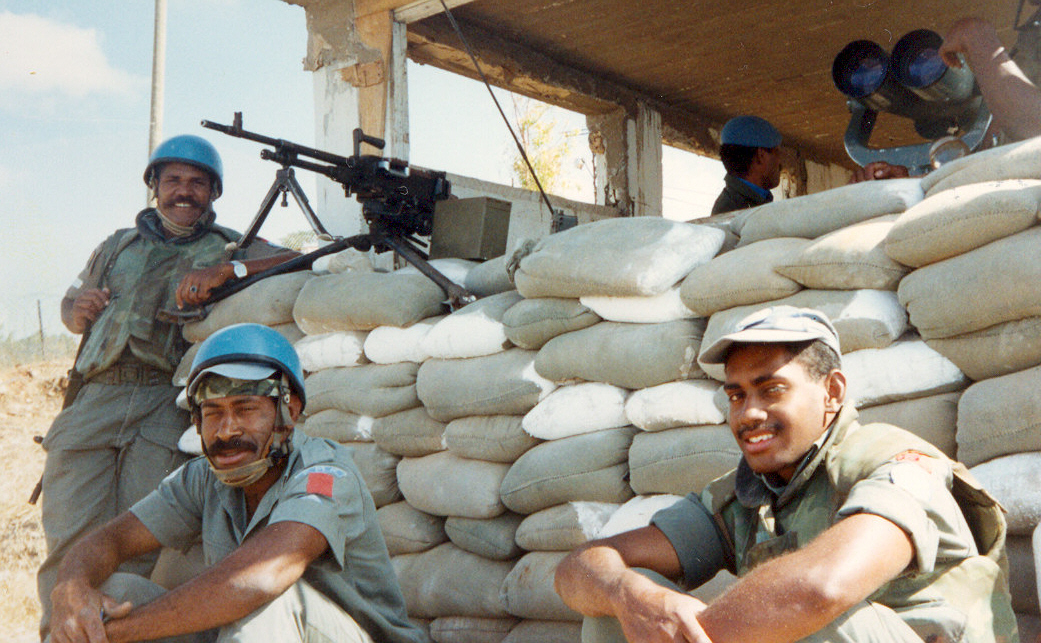
Casques bleus fidjiens au Liban en 1989.

Seul petit État insulaire océanien « à avoir une armée conséquente, héritière d'une tradition militaire », les Fidji participent à la Force intérimaire des Nations unies au Liban (FINUL) lors de sa création en 1978. Du point de vue fidjien, cette participation militaire à une opération des Nations unies est « une source de prestige international », conférant une image positive et davantage visible au pays sur la scène mondiale - d'autant que les militaires fidjiens acquièrent une très bonne réputation au sein de l'ONU. Le major-général fidjien George Konrote sera d'ailleurs le commandant des forces internationales de la FINUL de 1998 à 1999.
Le pays fera dès lors de sa participation continue à la Force de maintien de la paix des Nations unies l'un des marqueurs de sa politique étrangères. Depuis 1982, les casques bleus fidjiens ont été déployés au Sinaï égyptien, en Irak, en Somalie, au Timor-Oriental, en Syrie et au Sud-Soudan. En 2020, près de 500 soldats fidjiens demeurent sur site sous la bannière des Nations unies en Syrie (mission FNUOD) et en Irak (mission UNAMI (en)).

### Après les coups d'État de 1987

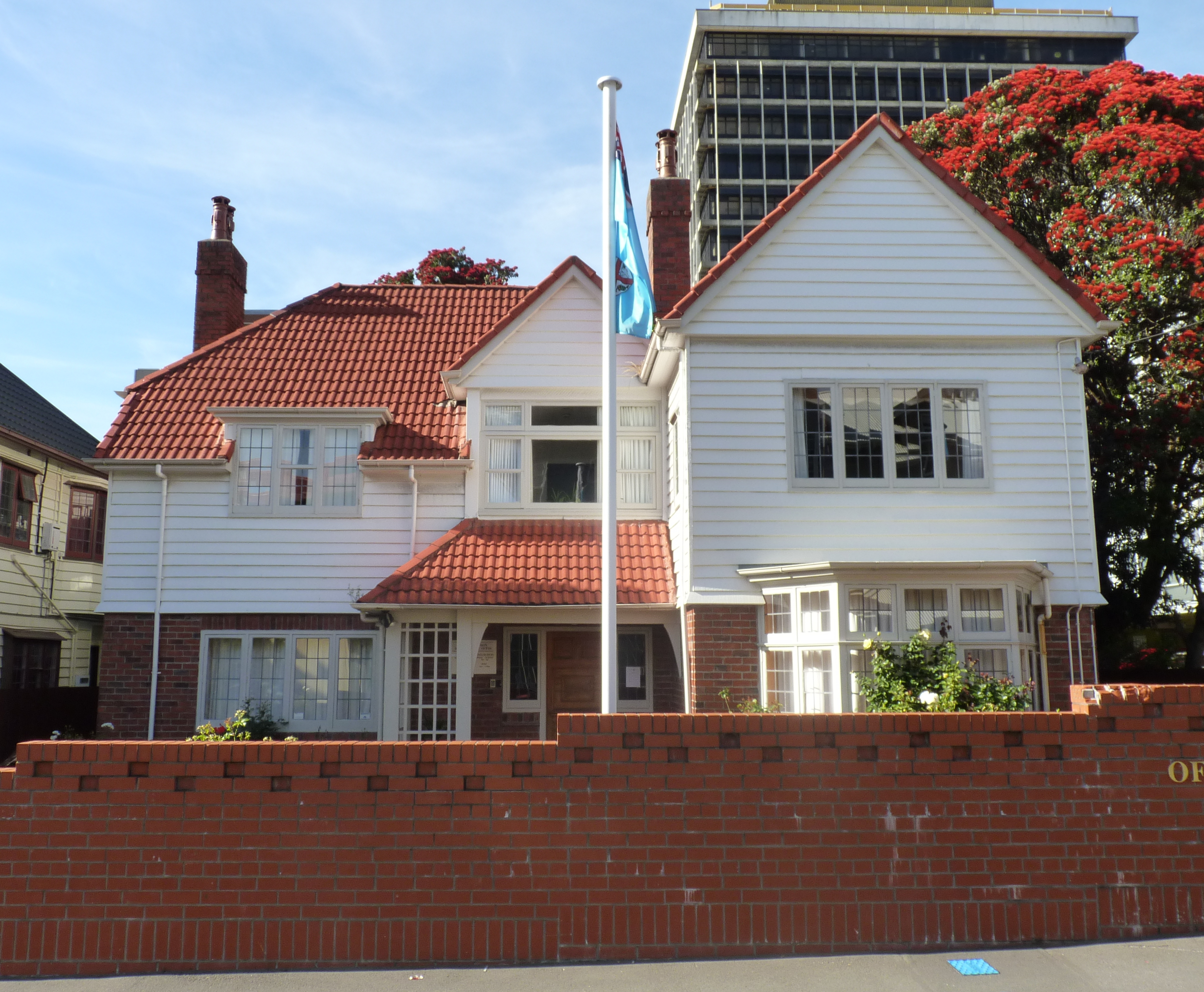
Haut-commissariat des Fidji à Wellington, Nouvelle-Zélande.

Ratu Mara, dont le gouvernement conservateur ancre l'autorité politique des chefs autochtones sur le pays, perd les élections de 1987. Le nouveau gouvernement de centre-gauche, mené par le médecin Timoci Bavadra, comprend des autochtones roturiers et bon nombre de ministres issus de la communauté indo-fidjienne - citoyens d'ascendence indienne. Un mois plus tard, ce gouvernement progressiste est renversé par la force des armes ; le colonel Sitiveni Rabuka des forces armées fidjiennes mène successivement deux coups d'État pour rétablir la suprématie politique des chefs autochtones, et proclame dans le même temps une république, abrogeant le rôle symbolique de la reine Élisabeth. Le colonel Rabuka remet le pouvoir à Ratu Mara, qui dirigera pendant cinq ans un gouvernement « de transition ». Ces événements créent brièvement un froid entre les Fidji et ses partenaires australien et néo-zélandais, mais n'écornent pas les relations des Fidji avec les autres petits États océaniens.

### Années 2000: le tournant vers l'Asie
En l'an 2000, le nouveau Premier ministre Laisenia Qarase adopte immédiatement une nouvelle politique étrangère qu'il appelle « regarder vers le Nord » (Look North). Il s'agit de renforcer et de développer les relations diplomatiques et commerciales fidjiennes avec les pays d'Asie. En réponse aux sanctions financières imposées par l'Australie et la Nouvelle-Zélande à la suite du coup d'État paramilitaire mené en mai 2000 par le nationaliste autochtone George Speight contre le gouvernement travailliste du Premier ministre indo-fidjien Mahendra Chaudhry, et le maintien de ces sanctions contre le « gouvernement par intérim » que mène Qarase et qui s'inscrit dans la lignée des visées de ce coup d'État, le gouvernement fidjien souhaite développer les exportations fidjiennes vers les grands marchés chinois et japonais en particulier. Dans cette optique, le Premier ministre Qarase annonce le soutien des Fidji au souhait du Japon de devenir membre permanent du Conseil de sécurité des Nations unies et au souhait de la Chine d'intégrer l'Organisation mondiale du commerce,.
En décembre 2006, le commodore Frank Bainimarama, qui s'était opposé au coup d'État de George Speight en 2000, mène le quatrième coup d'État dans l'histoire du pays : Accusant Laisenia Qarase d'attiser les tensions inter-ethniques par une politique discriminatoire à l'encontre de la minorité indo-fidjienne, il renverse le gouvernement Qarase, prend le pouvoir et promet de réformer les institutions du pays pour lui permettre de dépasser ses clivages ethniques. Faisant face à son tour aux sanctions économiques et diplomatiques imposées par l'Australie et la Nouvelle-Zélande, appuyées par le reste du monde occidental, Frank Bainimarama poursuit la politique de « regarder vers le Nord » initiée par son prédécesseur. Il s'agit d'accroître les relations diplomatiques et commerciales fidjiennes avec le Japon, la Corée du Sud, l'Inde, l'Indonésie, la Russie, mais surtout avec la Chine. Une ambassade des Fidji à Pékin, initialement promise par le gouvernement Qarase, est finalement ouverte en 2011 sous Bainimarama. La Chine devient un partenaire majeur des Fidji dans les années 2010, en termes d'échanges commerciaux ainsi que d'aides et d'investissements dans le développement économique fidjien, amenant l'Australie et la Nouvelle-Zélande à renouer et à raffermir leurs liens avec l'archipel,,,,,.

### Années 2010: une politique étrangère en expansion

Les Fidji (en rouge) et les pays avec lesquels le pays maintient des relations diplomatiques formelles (en bleu) en date d'août 2018.

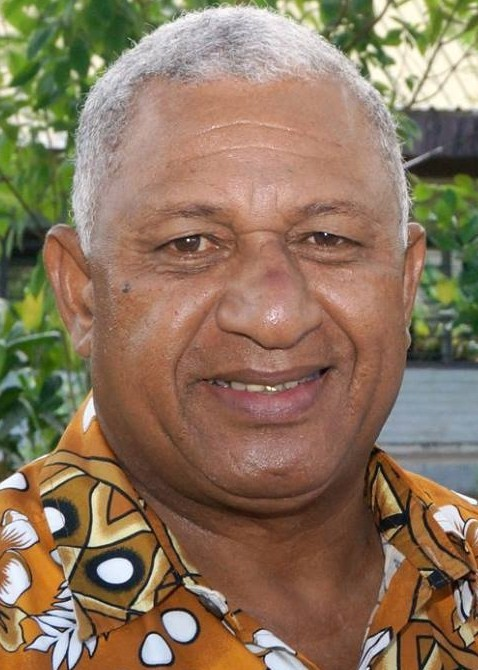
Le Premier ministre Frank Bainimarama, architecte d'une politique étrangère fidjienne beaucoup plus ambitieuse dans les années 2010.

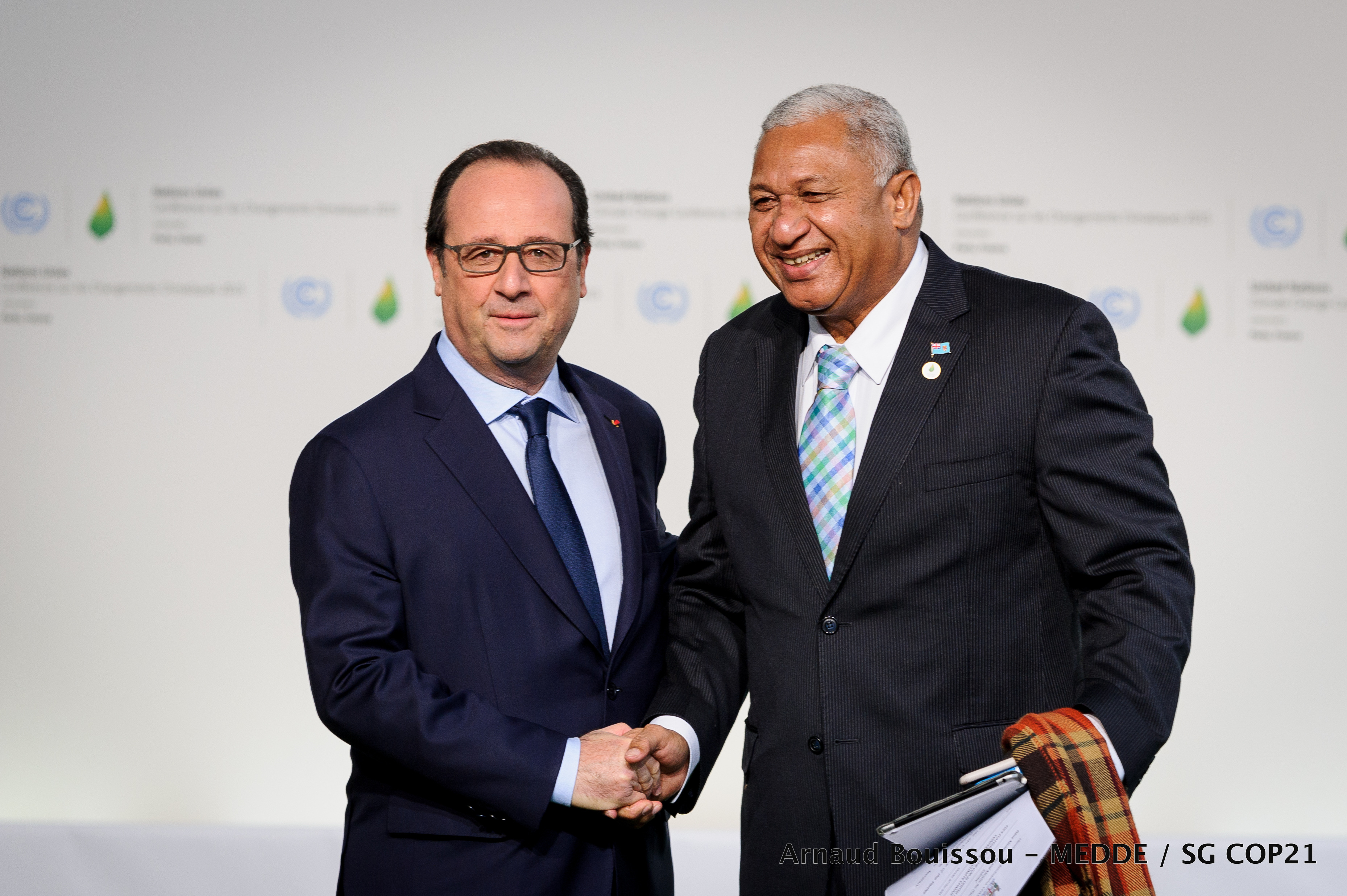
Le Premier ministre Bainimarama avec le président français François Hollande à la COP21 à Paris en 2015.

Sous le Premier ministre Frank Bainimarama (légitimé par deux victoires électorales en 2014 et en 2018) et son ministre des Affaires étrangères Ratu Inoke Kubuabola, le gouvernement fidjien au début des années 2010 multiplie la formalisation de nouvelles relations diplomatiques des Fidji avec le monde au-delà de la région océanienne, et notamment avec les pays en développement : Le pays a des relations diplomatiques avec 70 pays avant 2009, mais avec 133 pays en 2013, année lors de laquelle Frank Bainimarama est accueilli en visite d'État à Pékin. Outre son ambassade à Pékin ouverte en 2011, les Fidji ouvrent au début des années 2010 des ambassades en Indonésie et en Corée du Sud, ainsi que de missions diplomatiques permanentes au Brésil et en Afrique du Sud, notamment, et rejoignent en 2011 le Mouvement des Non-Alignés, rompant ainsi avec leur alignement historique sur l'Occident,,,. En novembre 2018, les Fidji et la Chine signent un accord de coopération des deux pays qui intègre les Fidji à la Nouvelle route de la soie initiée par le président chinois Xi Jinping,. En 2017, les Fidji ont formalisé des relations diplomatiques avec 185 pays - tous les États membres de l'ONU, plus les Îles Cook, Niué, le Saint-Siège et le Kosovo, à l'exception de douze États, tous africains : le Cameroun, la république démocratique du Congo, le Gabon, le Lesotho, la Libye, Madagascar, la Namibie, le Rwanda, Sao-Tomé-et-Principe, la Tunisie, la Zambie et le Zimbabwe,,,. Bien que ces développements aient pour origine la dégradation des relations fidjiennes avec l'Australie et la Nouvelle-Zélande, ces relations sont normalisées durant la seconde moitié de la décennie 2010.
Par ailleurs, le gouvernement Bainimarama à partir des années 2010 fait de la mobilisation de la communauté internationale sur les enjeux du développement durable et la lutte contre le réchauffement climatique le cœur de la politique étrangère fidjienne. Le pays parvient à atteindre une certaine « prééminence dans les affaires mondiales » en étant élu à la présidence du Groupe des 77 pour l'année 2013, devenant le premier pays des îles du Pacifique à présider cette coalition de cent-trente-deux pays en développement aux Nations unies. En 2017, les Fidji, représentées par le Premier ministre Bainimarama, président la COP23, la Conférence des Nations unies de 2017 sur les changements climatiques, consolidant ainsi leur rôle de principal porte-parole des petits États insulaires en développement en matière de lutte contre le réchauffement climatique et ses conséquences,. Ainsi la politique étrangère fidjienne dans les années 2010 continue de se caractériser entre autres « par un leadership affirmé dans [sa] région, notamment au sein des petits Etats insulaires en développement, et un fort engagement dans les négociations climatiques depuis 2010 », les Fidji étant d'ailleurs le « premier pays du monde à ratifier l’Accord de Paris en février 2016 » avant de présider la COP23.
Plus généralement, à partir des années 2010 « les Fidji sont très actifs au sein des enceintes multilatérales et notamment de l’Organisation des Nations unies. Ils ont ainsi été désignés pour présider le groupe des 77 en 2013, le Comité exécutif du FNUAP du PNUD et de l’UNOPS en 2014, l’Assemblée générale en 2016, le Sommet sur les océans (co-présidence) et la COP23 en 2017 », puis le Conseil des droits de l’Homme de l'ONU en 2021, en la personne de la diplomate fidjienne Nazhat Shameem Khan,,.
Le gouvernement Bainimarama perd le pouvoir aux élections de décembre 2022, qui aboutissent à un gouvernement de coalition tripartite rassemblant la droite ethno-nationaliste autochtone et le principal parti indo-fidjien, et mené par Sitiveni Rabuka.

## Organisations internationales

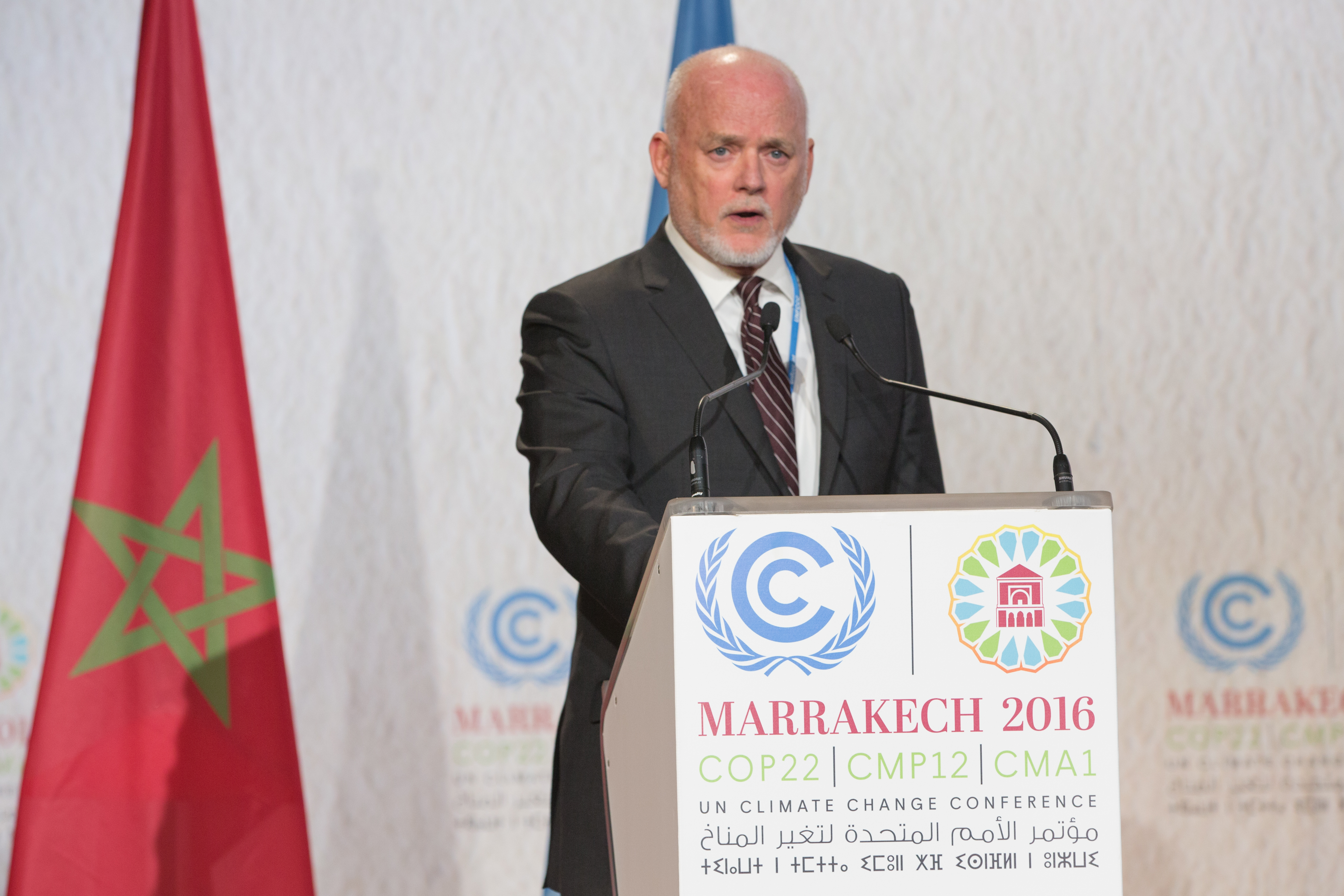
Le diplomate fidjien Peter Thomson, président de l'Assemblée générale des Nations unies, à la COP22 à Marrakech.

Les Fidji sont membres des principales organisations internationales régionales et mondiales. En raison de la position géographique du pays, de sa situation de plaque tournante des vols internationaux dans le Pacifique, et de son niveau de développement économique et humain plus avancé que ses voisins, diverses organisations internationales ont implanté à Suva, la capitale fidjienne, leur bureau couvrant l'ensemble du Pacifique Sud. C'est le cas de la Délégation de l'Union européenne pour le Pacifique, de la Banque asiatique de développement, de l'Organisation des Nations unies pour l'alimentation et l'agriculture, du Comité international de la Croix-Rouge, et de l'Organisation mondiale de la Santé, entre autres.
| Organisation                                                  | Membre depuis…   | Importance et remarques |
| ------------------------------------------------------------- | ---------------- | --- |
| Commonwealth des nations                                      | 1970             | Les Fidji quittent le Commonwealth en octobre 1987 après le coup d'État militaire qui instaure une république. Ayant réintégré l'organisation en 1997, le pays est suspendu de juin 2000 à décembre 2001 puis de septembre 2009 à septembre 2014 après de nouveaux coups d'État. Outre l'affection que beaucoup de Fidjiens ressentent pour la reine Élisabeth II, chef du Commonwealth, le gouvernement fidjien considère le Commonwealth comme « une puissante force pour le bien dans le monde et un véhicule important pour le développement durable et l'amélioration des vies de ses 2,4 milliard de citoyens ». Le Commonwealth prête une attention particulière aux besoins des petits États en développement, et la priorité des Fidji au sein de l'organisation est de l'orienter vers la lutte contre le réchauffement climatique et en faveur du développement durable. À ce titre, les Fidji apprécient les positions défendues par Charles, prince de Galles et futur chef du Commonwealth. Le Commonwealth fournit une modeste aide au développement des Fidji, en matière notamment de politique commerciale et d'éducation. En 2018, les Fidji accueillent la conférence des ministres de l'Éducation des pays du Commonwealth, et le pays contribue à financer les bourses d'études offertes par le Commonwealth. Les Fidji participent aux Jeux du Commonwealth depuis ceux de 1938, et y ont remporté quinze médailles dont trois d'or. |
| Organisation des Nations unies                                | 13 octobre 1970  | Les Fidji ouvrent leur mission permanente auprès des Nations unies à New York trois jours après leur indépendance, et depuis les années 1980 près d'une vingtaine d'organismes de l'ONU ont des bureaux aux Fidji - dont le Programme des Nations unies pour le développement, l'UNESCO, l'UNICEF et l'Organisation mondiale de la Santé. Depuis juin 2014, les Fidji ont également une mission permanente auprès des organismes de l'ONU à Genève. Les Fidji contribuent continuellement des soldats et officiers à la Force de maintien de la paix des Nations unies depuis 1978. Dans le cadre de l'expansion de sa politique étrangère dans les années 2010, le pays a obtenu de présider diverses instances de l'ONU, devenant à chaque fois le premier État océanien en développement à le faire : présidence de l'Assemblée générale des Nations unies en 2016, présidence de la COP23 en 2017, présidence du Conseil des droits de l'homme des Nations unies en 2021. Les priorités des Fidji à l'ONU sont les enjeux du changement climatique et du développement durable, ainsi que le développement d'un réseau élargi de relations bilatérales et multilatérales. |
| Communauté du Pacifique                                       | 1971             | Historiquement le premier forum de concertation régionale en Océanie, la Communauté du Pacifique apporte diverses aides techniques aux États membres, avec l'appui de l'Australie, de la Nouvelle-Zélande, de la France et des États-Unis. |
| Forum des Îles du Pacifique                                   | août 1971        | Les Fidji sont l'un des sept États fondateurs du Forum, qui rassemble l'Australie, la Nouvelle-Zélande et les États océaniens en développement pour diverses formes de coopération intra-régionale (développement durable, développement du commerce extérieur, bonne gouvernance, sécurité…). Le secrétariat du Forum se trouve à Suva. Bien qu'étant le pays hôte de l'organisation, les Fidji en sont suspendues en mai 2009 en raison de leur régime militaire. Cette suspension est levée en octobre 2014 après les élections fidjiennes de septembre, mais le Premier ministre Frank Bainimarama boycotte les sommets de l'organisation, arguant qu'ils sont dominés par l'Australie et la Nouvelle-Zélande et demandant que ces deux pays perdent leur droit d'y voter. À partir de 2019, les relations fidjiennes avec ces deux États s'étant nettement améliorées, le Premier ministre fidjien participe de nouveau aux sommets du Forum. |
| Forum du développement des îles du Pacifique                  | 2013             | Le FDIP est une initiative du Premier ministre fidjien Frank Bainimarama. Son pays ayant été suspendu du Forum des îles du Pacifique à la suite du coup d'État militaire de décembre 2006, il propose le FDIP comme organisation régionale alternative,. Les Fidji accueillent un sommet préparatoire à Nadi en août 2012, pour des premières discussions autour d'une coopération pour une « économie verte » en Océanie. Ceci débouche sur le premier sommet du FDIP en août 2013, aux Fidji à nouveau. Le FDIP compte quatorze membres : douze États ou territoires, et deux organisations (associations régionales d'ONGs et du secteur privé). De par la volonté du gouvernement fidjien, l'Australie et la Nouvelle-Zélande n'ont pas été invitées à le rejoindre. Il se donne pour objectif de se « focalis[er] exclusivement sur le développement durable et inclusif des petits pays, territoires et peuples en développement dans le Pacifique », en partenariat avec les acteurs du secteur privé. Les Fidji sont le pays hôte de son secrétariat. |
| Groupe mélanésien Fer de lance                                | 1996             | Le Groupe mélanésien Fer de lance a été fondé en 1988 par la Papouasie-Nouvelle-Guinée, les Îles Salomon et le Vanuatu. Les Fidji rejoignent l'organisation, fondée sur le coopération économique et diplomatique en Mélanésie, en 1996. Les quatre pays ont un accord de libre-échange. |
| Organisation des pays d'Afrique, des Caraïbes et du Pacifique | incertain        | En 1973, l'« adhésion du Royaume-Uni à la Communauté européenne ouvre la voie au développement de la coopération Europe-Afrique aux pays du Commonwealth africains, caribéens et du Pacifique ». Les Fidji sont le pays hôte du 3e sommet ACP, en 2002 et par rotation, l'ambassadeur des Fidji à Bruxelles est régulièrement le représentant de l'ensemble des pays membres océaniens au Bureau de l'organisation. Au sein du groupe ACT, le gouvernement fidjien « soutient fermement que la protection de l’environnement prime sur les gains économiques à court terme » |
| Banque asiatique de développement                             | 1970             | Les Fidji, dotées d'« une des économies les plus développées du Pacifique », sont membres de la Banque depuis leur indépendance, celle-ci investissant notamment dans l'amélioration des infrastructures de transports afin de faciliter l'accès de tous les Fidjiens à l'éducation, à la santé et à l'économie moderne. |
| Banque asiatique d'investissement pour les infrastructures    | 11 décembre 2017 | Les Fidji rejoignent cette banque d'investissement d'initiative chinoise, mais dont l'Australie et la Nouvelle-Zélande sont également contributrices, peu après le début de ses opérations. |
| Alliance des petits États insulaires (AOSIS)                  | incertain        | Les Fidji ont « l'une des plus grandes économies des pays insulaires du Pacifique (PIP) et [sont] l'un des PIP les moins dépendants de l'aide étrangère ». La présidence fidjienne de la COP 23 en 2017 a été importante pour l'organisation. |
| Groupe des 77                                                 | incertain        | Le Groupe des 77 rassemble 134 pays en développement et vise à la promotion commune de leurs intérêts au sein des Nations unies. Les Fidji sont durant l'année 2013 le premier pays océanien à présider le groupe, en la personne de leur ministre des Affaires étrangères Ratu Inoke Kubuabola, rehaussant ainsi la visibilité et l'influence du pays au sein du monde émergeant. |
| Banque mondiale                                               | 1971             | La Banque mondiale reconnaît que les Fidji ont « l'une des économies les plus sophistiquées » parmi les îles du Pacifique, et « la plus avancée sur le plan industriel », mais que son développement est freiné par de fréquentes catastrophes naturelles aggravées par le changement climatique. « Avec le réchauffement climatique, une perte de 2,5 % du PIB chaque année est à prévoir », et la Banque mondiale investit dans une diversité de mesures pour consolider la croissance économique du pays. |
| Fonds monétaire international                                 | 28 mai 1971      | Le bureau régional du FMI pour les îles du Pacifique se trouve à Suva. |
| Organisation mondiale du commerce                             | 14 janvier 1996  | Les Fidji étaient précédemment membre du GATT depuis le 16 novembre 1993. |

## Relations bilatérales importantes

### Présence d'ambassades
En 2023, les Fidji disposent d'ambassades auprès de dix pays. Cinq d'entre elles sont des hauts-commissariats, nom donné à l'ambassade d'un pays membre du Commonwealth auprès d'un autre pays membre. Certains pays disposent d'une ambassade à Suva alors que la représentation diplomatique fidjienne dans ce pays est de moindre rang, ou inexistante,.
En Océanie, les Fidji n'ont de hauts-commissariats qu'en Australie, en Papouasie-Nouvelle-Guinée et en Nouvelle-Zélande, mais le pays a un « ambassadeur itinérant » auprès des États des îles du Pacifique, qui est également le représentant permanent des Fidji aux secrétariats du Forum des Îles du Pacifique, de la Communauté du Pacifique et du Forum du développement des îles du Pacifique.
Après avoir ouvert davantage d'ambassades à travers le monde au cours des années 2010, les Fidji ferment en 2019 leurs ambassades au Brésil et en Éthiopie, puis en 2020 leurs ambassades à Bruxelles, Kuala Lumpur, Port Moresby, Séoul et Washington D.C., pour des raisons financières.

#### Ambassades réciproques
Les Fidji ont des ambassades réciproques avec leurs quatre principaux partenaires occidentaux (Australie, États-Unis (indirectement), Nouvelle-Zélande, Royaume-Uni) et avec quatre de leurs principaux partenaires asiatiques, ainsi qu'avec la Papouasie-Nouvelle-Guinée.
| État                          | Relations diplomatiques depuis… | Ambassade fidjienne | Ambassade de l'État étranger | Importance et remarques |
| ----------------------------- | ------------------------------- | --- | --- | --- |
| Australie                     | 10 octobre 1970                 | Le haut-commissariat des Fidji à Canberra est ouvert en 1971, et est également « le premier point de contact pour 47 autres nations souveraines qui ont des relations diplomatiques avec les Fidji et dont l'ambassade ou le haut-commissariat à Canberra est accrédité aux Fidji ». Depuis septembre 2023, l'ambassadeur des Fidji en Australie est Ajay Amrit. page web : https://www.fijihighcommission.com.au | L'Australie possède un haut-commissariat à Suva, qui est également accrédité aux Tuvalu. Le haut-commissaire australien aux Fidji est par ailleurs le représentant permanent de l'Australie au secrétariat du Forum des Îles du Pacifique, dont le siège est à Suva. page web : https://fiji.embassy.gov.au                          | L'Australie est l'un des plus importants partenaires des Fidji depuis l'indépendance de ces derniers en 1970. L'Australie demeure l'un des plus grands partenaires commerciaux des Fidji, et l'une des principales sources d'investissements et d'aide au développement dans le pays. Leurs relations incluent également des aides apportées par l'Australie à la formation et à l'équipement des forces armées fidjiennes. Les relations entre les deux pays ont été endommagées par les coups d'État aux Fidji ayant entraîné l'imposition de sanctions par l'Australie. En 2019 toutefois, les Premiers ministres fidjien Frank Bainimarama et australien Scott Morrison ont signé à Canberra un « partenariat vuvale », du mot fidjien signifiant « famille », qui prévoit des rencontres régulières entre les dirigeants des deux pays pour accroître leur coopération dans les domaines de la sécurité et de la défense, des relations économiques, et de la promotion internationale des intérêts des petits États insulaires océaniens,. |
| République populaire de Chine | 5 novembre 1975                 | L'ambassade des Fidji à Pékin est ouverte le 11 juillet 2011, et est également accréditée auprès du Kazakhstan et de la Corée du Nord. page web : https://china.foreignaffairs.gov.fj | La république populaire de Chine possède une ambassade à Suva depuis 1976. page web : http://fj.china-embassy.org | Les Fidji sont le premier petit État insulaire du Pacifique à établir des relations diplomatiques avec la république populaire de Chine, en 1975. Les relations avec la Chine ne deviennent toutefois importantes pour les Fidji qu'à partir des années 2000, la Chine devenant dans les années 2010 l'une des principales sources d'investissements et d'aide au développement aux Fidji, et l'un des principaux partenaires commerciaux du pays. Les Fidji participent au projet chinois de Nouvelle route de la soie. Le gouvernement fidjien précise en 2020 que les bénéfices que les Fidji obtiennent de leur partenariat avec la Chine couvrent les domaines de l'agriculture, des infrastructures, de la défense, de la santé, du commerce et des investissements, des sports et de l'éducation,. L'ambassade fidjienne à Pékin a notamment pour mission de porter auprès de la Chine la voix des autres petits États insulaires océaniens en développement en matière de réchauffement climatique et de développement durable, et de maintenir la relation de coopération entre les Forces militaires de la république des Fidji et l'Armée populaire de libération.                     |
| États-Unis d'Amérique         | 22 juillet 1971                 | L'ambassade des Fidji à Washington, ouverte en octobre 1985, était également accréditée au Canada et au Mexique. Elle était distincte de la mission permanente des Fidji auprès des Nations unies, à New York, bien qu'un même ambassadeur occupe ces deux fonctions. Par ailleurs, les Fidji disposent d'un bureau commercial à Los Angeles. page web : http://www.fijiembassydc.com Le gouvernement fidjien décide la fermeture de son ambassade à Washington en 2020, pour des raisons financières, et accrédite la mission permanente des Fidji à New York comme représentante des Fidji auprès du gouvernement américain. En 2023, alors que les États-Unis renforcent leurs relations avec les petits États insulaires océaniens pour contre-carrer l'influence de la Chine dans le Pacifique, le gouvernement fidjien évoque la possibilité de rouvrir son ambassade à Washington. | L'ambassade américaine aux Fidji, ouverte en novembre 1971, est également accréditée aux Kiribati, à Nauru, aux Tonga et aux Tuvalu. page web : https://fj.usembassy.gov/ | L'ambassade américaine auprès des petits États insulaires du Pacifique Sud est située à Suva car les Fidji sont « le carrefour commercial le plus important » dans la région ; l'ambassade a pour mission première de promouvoir et de faciliter les relations entre entreprises américaines et océaniennes. Les États-Unis fournissent une aide au développement des Fidji et de ses voisins, et le Bureau de la Défense, à l'ambassade américaine, coordonne la coopération entre les États-Unis et les Forces militaires de la république des Fidji en matière de sécurité et de défense. En 2020, les Fidji signent avec les États-Unis un Accord cadre de commerce et d'investissement, le premier accord de ce type entre les États-Unis et un petit État insulaire en développement d'Océanie. Le ministre fidjien du Commerce Faiyaz Koya (en) espère que ce cadre mènera à terme à un accord de libre-échange bilatéral. En 2022, les Fidji sont le seul petit État océanien en développement à rejoindre l'accord Cadre économique indo-pacifique lancé par les États-Unis et dont les autres membres sont l'Australie, la Nouvelle-Zélande et dix États asiatiques.                    |
| Inde                          | 10 octobre 1970                 | Le haut-commissariat fidjien à New Delhi, ouvert le 2 janvier 2004, est accrédité également au Bangladesh et au Sri Lanka. page web : https://fijihcindia.in | L'Inde disposait d'un commissaire aux Fidji depuis 1948, et cette mission diplomatique à Suva est devenue le haut-commissariat indien au moment de l'indépendance des Fidji en 1970. Il est accrédité également aux Îles Cook, aux Kiribati, à Nauru, aux Tonga, aux Tuvalu et au Vanuatu. page web : https://www.indiainfiji.gov.in | Les Fidji ont une importante minorité ethnique d'origine indienne (37% de la population fidjienne). Les relations entre les deux pays se sont particulièrement développées durant les deux premières décennies du XXIe siècle. La mission du haut-commissariat fidjien est de faciliter la coopération avec l'Inde sur les enjeux internationaux, promouvoir les Fidji comme destination touristique pour les Indiens, accroître les relations commerciales entre les deux pays, et faciliter les échanges dans les domaines éducatifs et culturels. L'Inde apporte aux Fidji des aides en réponse aux désastres naturels qui frappent le pays, ainsi qu'une aide au développement des services médicaux aux Fidji. Depuis 2014, l'Inde organise par ailleurs régulièrement des rencontres multilatérales au sommet avec les dirigeants des petits États océaniens. |
| Indonésie                     | 1er septembre 1972              | Ouverte le 6 avril 2011, l'ambassade fidjienne à Djakarta est également accréditée à Singapour. page web : http://fijiembajak.com/ | L'Indonésie possède depuis 2002 une ambassade à Suva, accréditée également auprès des Kiribati, de Nauru et des Tuvalu. page web : https://kemlu.go.id/suva/en | L'ouverture d'une ambassade fidjienne à Djakarta, dans le cadre de la politique fidjienne dite de « regarder vers le nord », s'explique par le poids diplomatique et économique de l'Indonésie en Asie du Sud-est, ainsi que par le fait que l'Indonésie est membre du G20 et de l'ASEAN - organisation régionale à laquelle les Fidji souhaitent devenir un État observateur. L'Indonésie de son côté a accru ses relations diplomatiques et commerciales avec les petits États océaniens durant les années 2010, et les Fidji souhaitent accroître leurs échanges commerciaux avec le pays. En février 2023, le nouveau Premier ministre fidjien Sitiveni Rabuka rompt avec la politique de son prédécesseur Frank Bainimarama en recevant Benny Wenda, le président du Mouvement uni pour la libération de la Papouasie occidentale, et en exprimant publiquement son soutien à la candidature de ce mouvement qui souhaite devenir membre à part entière du Groupe Fer de lance mélanésien. Même si le gouvernement Rabuka maintient sa reconnaissance de la souveraineté indonésienne sur la Papouasie occidentale, le gouvernement indonésien proteste formellement contre cette rencontre. |
| Japon                         | 15 octobre 1970                 | L'ambassade des Fidji à Tokyo est accréditée également auprès de la Russie, des Philippines, du Viêt Nam et de Brunei. page web : http://fijiembassy.jp | L'ambassade du Japon à Suva est accréditée également aux Kiribati, à Nauru et aux Tuvalu. page web : https://www.fj.emb-japan.go.jp/ | Le Japon apporte aux Fidji une aide au développement, et contribue à la formation des personnels militaires fidjiens. Le Japon organise par ailleurs tous les trois ans un sommet multilatéral avec les dirigeants de tous les États océaniens, pour discuter notamment de développement durable et des réponses à apporter au réchauffement climatique. |
| Nouvelle-Zélande              | 10 octobre 1970                 | Les Fidji possèdent un haut-commissariat à Wellington. page web : http://www.fiji.org.nz | La Nouvelle-Zélande possède un haut-commissariat à Suva. page web : https://www.mfat.govt.nz/en/countries-and-regions/pacific/fiji/new-zealand-high-commission/ | La Nouvelle-Zélande est l'un des principaux partenaires des Fidji, le deuxième pays d'origine (après l'Australie) des touristes dont dépend l'économie fidjienne et un fournisseur d'aide au développement. De leur côté, les Fidji sont le seul petit État océanien à être l'un des vingt principaux partenaires commerciaux de la Nouvelle-Zélande. La Nouvelle-Zélande ayant exercé des pressions sur le gouvernement fidjien après le coup d'État de 2006, les Fidji expulsent le haut-commissaire néo-zélandais en 2007 et à nouveau en 2008, mais les relations se normalisent à partir de 2014. En 2019, les deux gouvernements s'engagent à des rencontres ministérielles bilatérales fréquentes, et à accroître leur coopération en matière de défense et de réponses au réchauffement climatique. |
| Papouasie-Nouvelle-Guinée     | 1975                            | Le haut-commissariat des Fidji à Port-Moresby, ouvert en 1986 et accrédité également aux Îles Salomon, au Vanuatu et au Timor-Oriental, a fermé en novembre 2020, les autorités fidjiennes évoquant l'impact économique de la pandémie de Covid-19. Il est rouvert en 2023. | La Papouasie-Nouvelle-Guinée possède un haut-commissariat à Suva. | Les Fidji et la Papouasie-Nouvelle-Guinée sont les deux principales économies parmi les petits États insulaires océaniens, et la Papouasie-Nouvelle-Guinée souhaite accroître sa coopération avec les Fidji en vue d'assurer ensemble la direction d'un régionalisme océanien et de la défense des intérêts de la région. Les deux pays entendent coopérer à l'avenir en matière de défense et de maintien de la paix à travers la région, ainsi qu'en termes d'apport d'aide humanitaire à leurs petits voisins frappés par des catastrophes naturelles. |
| Royaume-Uni                   | 10 octobre 1970                 | Les Fidji possèdent un haut-commissariat à Londres. Il est également accrédité à la république d'Irlande, au Maroc et au Saint-Siège, ainsi qu'au Secrétariat du Commonwealth des nations. page web : http://www.fijihighcommission.org.uk | Le Royaume-Uni, l'ancienne puissance coloniale, possède un haut-commissariat à Suva depuis l'indépendance des Fidji en 1970. Il est accrédité également aux États fédérés de Micronésie, aux Kiribati, aux Îles Marshall, et aux Tuvalu page web : https://www.gov.uk/world/organisations/british-high-commission-suva               | Le Royaume-Uni fournit une aide au développement des Fidji, et les Fidji voient en ce pays un potentiel partenaire important dans la lutte contre le réchauffement climatique. De nombreux Fidjiens s'enrôlent dans les forces armées britanniques, et les membres de la famille royale britannique sont assez régulièrement envoyés en visite dans l'archipel pour maintenir les relations entre les deux pays. |

#### Ambassade fidjienne uniquement
| État                | Relations diplomatiques depuis… | Ambassade fidjienne | Ambassade de l'État étranger | Importance et remarques |
| ------------------- | ------------------------------- | --- | --- | --- |
| Émirats arabes unis | 17 mars 2010                    | Ouverte en septembre 2012, l'ambassade des Fidji à Abou Dabhi est accréditée également au Koweït, à Oman, au Bahreïn, à la Jordanie, au Qatar et à l'Iran. L'ambassadeur des Fidji aux Émirats arabes unis est par ailleurs le représentant permanent des Fidji à l'Agence internationale pour les énergies renouvelables. page web : https://fijiembassyuae.com | Les Émirats arabes unis n'ont pas ouvert d'ambassade aux Fidji. L'ambassade des Émirats en Nouvelle-Zélande est accréditée aux Fidji. | L'ambassade fidjienne à Abou Dabhi se donne pour mission première de promouvoir les Fidji auprès des pays du Golfe persique comme destination attractive pour les investissements et les touristes en provenance de cette région. |

#### Ambassade de l'autre État uniquement
Outre la France, l'Afrique du Sud (où le haut-commissariat fidjien a été fermé) et Cuba (dont la politique étrangère active de soft power explique sa présence diplomatique à Suva), les États ayant une ambassade aux Fidji sans réciproque sont de petits États océaniens en développement. Les Fidji sont le pays le plus développé de cette région, le plus actif sur la scène internationale, et le quartier-général régional de diverses organisations internationales, d'où son importance pour ses petits voisins excentrés et moins développés.
| État                        | Relations diplomatiques depuis… | Ambassade fidjienne | Ambassade de l'État étranger | Importance et remarques |
| --------------------------- | ------------------------------- | --- | --- | --- |
| Afrique du Sud              | 7 novembre 1994                 | Les Fidji ont ouvert un haut-commissariat à Pretoria le 29 juillet 2011, mais la ferment en 2016 au moment d'ouvrir une ambassade en Éthiopie. L'ambassade fidjienne en Éthiopie est dès lors accréditée à l'Afrique du Sud.                                                       | L'Afrique du Sud possède un haut-commissariat à Suva depuis le 28 décembre 2007. page web : http://www.dirco.gov.za/fiji_suva/ | L'ouverture du haut-commissariat fidjien en Afrique du Sud s'inscrit dans la volonté du pays de développer ses relations avec les cinq pays BRICS, puissances émergentes. Il devait également être la porte d'accès des Fidji au reste de l'Afrique. Les relations bilatérales entre les deux pays sont toutefois restées minimes. |
| Allemagne                   | 1er août 1973                   | Les Fidji ne possèdent pas de représentation diplomatique en Allemagne. | L'ambassade d'Allemagne à Suva est ouverte en août 2023,. | Les relations bilatérales entre les deux pays sont limitées, mais l'Allemagne apporte une aide au développement aux Fidji, à la fois directement et à travers l'Union européenne. L'Allemagne et les Fidji ont coopéré étroitement pour l'organisation de la COP23, présidée par les Fidji à Bonn,. Les Fidji voient en l'Allemagne un modèle et un potentiel bon partenaire dans les domaines de la coopération internationale et de la diplomatie économique (en). Les Fidji et l'Allemagne ont par ailleurs un accord de libre échange commercial via l'accord de partenariat économique des Fidji avec l'Union européenne. |
| Îles Cook                   | 14 juillet 1998                 | Les Fidji ne possèdent pas de représentation diplomatique aux Îles Cook, mais un ambassadeur itinérant aux îles du Pacifique. | Les Îles Cook ont ouvert en janvier 2020 un haut-commissariat à Suva. | Les haut-commissariat des Îles Cook aux Fidji n'est que le deuxième créé par ce pays, après son haut-commissariat en Nouvelle-Zélande. Le choix d'une mission diplomatique permanente aux Fidji est due au statut des Fidji comme « plaque tournante du commerce régional », ainsi qu'à l'activisme diplomatique fidjien au bénéfice des petits États insulaires sur la scène internationale,. |
| Corée du Sud                | 30 janvier 1971                 | Une ambassade des Fidji à Séoul est ouverte le 19 juillet 2012. Le gouvernement fidjien décide la fermeture de cette ambassade en 2020. Les Fidji ont désormais uniquement un consulat honoraire à Séoul.                                                                          | La Corée du Sud possède une ambassade à Suva depuis 1980. Elle est accréditée également auprès des Kiribati, des Îles Marshall, des États fédérés de Micronésie, de Nauru, et des Tuvalu. page web : http://overseas.mofa.go.kr/fj-en/index.do | La valeur des relations commerciales entre les deux pays a quadruplé au cours des années 2010, tout en demeurant à un niveau « modeste ». Durant cette décennie, avant la fermeture de leur ambassade, les Fidji espéraient se promouvoir comme destination pour les touristes et entreprises coréennes. |
| Cuba                        | 1er septembre 1972              | Les Fidji ne possèdent pas de représentation diplomatique à Cuba. La Mission permanente des Fidji aux Nations unies à New York est accréditée à Cuba. | Cuba possède une ambassade à Suva. | Cuba forme des étudiants fidjiens en médecine, et les Fidji voient en Cuba un partenaire diplomatique pour mobiliser l'aide de la communauté internationale sur les problèmes affectant les petits États insulaires en développement. |
| France                      | 10 octobre 1970                 | Les Fidji n'ont pas d'ambassade en France, mais uniquement un consulat honoraire à Bordeaux. | La France possède depuis 1980 une ambassade à Suva, accréditée également auprès des Kiribati, de Nauru, des Tonga et des Tuvalu. page web : https://fj.ambafrance.org | Les relations de la France avec les Fidji couvrent la coopération en matière de « changement climatique, la protection de l’environnement [et] le développement des énergies renouvelables », ainsi que la promotion de la francophonie dans le pays. Les deux pays coopèrent également sur le plan militaire, avec « la participation française à la surveillance de la ZEE fidjienne, [des] entraînements communs » et l'escale de navires de la Marine nationale aux Fidji. La France contribue au développement économique et social des Fidji via les aides fournies par l'Union européenne, et a un accord de libre-échange avec les Fidji, également via l'Union européenne. |
| Kiribati                    | 1979                            | Les Fidji ne possèdent pas de représentation diplomatique aux Kiribati, mais un ambassadeur itinérant aux îles du Pacifique. | Les Kiribati possèdent un haut-commissariat à Suva. | Le haut-commissariat gilbertin à Suva est la première et l'une des trois seules ambassades des Kiribati à l'étranger, reflétant l'importance de cette relation bilatérale pour ce pays océanien pauvre. Les Fidji sont une porte d'accès des Kiribati au monde, la plupart des vols vers Tarawa-Sud passant par les Fidji, et le gouvernement fidjien défend les intérêts des Kiribati sur la scène internationale. |
| Malaisie                    | 1974                            | Les Fidji ont longtemps disposé d'un haut-commissariat à Kuala Lumpur, ouvert en 1988 et accrédité également auprès de la Thaïlande et de la Commission économique et sociale pour l'Asie et le Pacifique. Le gouvernement fidjien décide la fermeture de cette ambassade en 2020. | La Malaisie possède depuis 1982 un haut-commissariat à Suva, accrédité également auprès des Kiribati, de Nauru, des Tonga et des Tuvalu. page web : https://www.kln.gov.my/web/fji_suva/ | Ratu Mara dans les années 1970 s'est inspiré de la gestion malaisienne du multiculturalisme pour forger les politiques fidjiennes en matière de gestion de la diversité ethno-culturelle. Les forces armées fidjiennes ayant par ailleurs été déployées en renfort au gouvernement malaisien autonome contre une insurrection communiste dans les années 1950, les Fidji estiment avoir une relation de longue date avec le pays. Aujourd'hui, l'objectif des Fidji est notamment de renforcer leurs relations commerciales. L'objectif de la Malaisie est similaire, ainsi que de renforcer la coopération entre pays en développement (en). |
| Îles Marshall               | 22 janvier 1988                 | Les Fidji ne possèdent pas de représentation diplomatique aux Îles Marshall, mais un ambassadeur itinérant aux îles du Pacifique. | Les Îles Marshall possèdent une ambassade à Suva. | Les Fidji, en raison de leur rôle prééminent dans le Pacifique Sud, sont le seul pays océanien et l'un des rares pays au monde où les Îles Marshall ont une ambassade. Les Îles Marshall apprécient le rôle que les Fidji exercent sur la scène internationale, mobilisant la communauté internationale sur le réchauffement climatique et les besoins des petits États insulaires en matière de développement durable. |
| États fédérés de Micronésie | 5 août 1988                     | Les Fidji ne possèdent pas de représentation diplomatique aux États fédérés de Micronésie, mais un ambassadeur itinérant aux îles du Pacifique. | Les États fédérés de Micronésie possèdent une ambassade à Suva. | L'ambassade micronésienne aux Fidji est l'une des cinq seules ambassades des États fédérés de Micronésie à l'étranger, et la seule en Océanie. |
| Nauru                       | 1970                            | Les Fidji ne possèdent pas de représentation diplomatique à Nauru, mais un ambassadeur itinérant aux îles du Pacifique. | Nauru possède un haut-commissariat à Suva. | Le haut-commissariat aux Fidji de Nauru, l'un des plus petits États au monde, est l'une des trois seules ambassades de ce pays (avec son ambassade à Taiwan et sa mission permanente aux Nations unies). Comme pour d'autres petits États océaniens, les Fidji ont un rôle important de porte-voix des intérêts nauruans sur la scène internationale, notamment face au réchauffement climatique. |
| Palaos                      | 2 avril 2015                    | Les Fidji n'ont jamais établi d'ambassade à Koror. | À la suite de la formalisation de leurs relations diplomatiques, les Palaos ouvrent une ambassade à Suva. Ils la ferment en février 2021, lorsqu'ils se retirent du Forum des îles du Pacifique (dont le quartier-général est à Suva), tout en précisant vouloir conserver de bonnes relations avec les Fidji,. Le pays renonçant peu après à quitter le Forum, il rouvre son ambassade aux Fidji. | Après l'indépendance des Palaos en 1994, les relations entre les deux pays restent longtemps informelles. En quête d'alliés à la suite du refroidissement des relations fidjiennes avec l'Occident, le président Ratu Epeli Nailatikau est le premier dirigeant fidjien à se rendre en visite d'État aux Palaos en mars 2014. Il évoque un développement des relations commerciales, et invite le pays à rejoindre le Forum du développement des îles du Pacifique (FDIP), récemment créé par le gouvernement fidjien en raison de sa suspension du Forum des îles du Pacifique. Les Palaos deviennent membre du FDIP en 2017, en marge de la COP 23 présidée par les Fidji. Les relations bilatérales demeurent toutefois limitées. |
| Îles Salomon                | 1978                            | Les Fidji ne possèdent pas de représentation diplomatique aux Salomon, mais un ambassadeur itinérant aux îles du Pacifique. | Les Salomon possèdent un haut-commissariat à Suva, accrédité également aux Kiribati, aux Îles Marshall, aux Samoa, aux Tonga et aux Tuvalu. | Il y a une communauté d'origine salomonaise aux Fidji depuis le XIXe siècle, et les deux pays coopèrent au sein du Groupe mélanésien Fer de lance, mais leurs relations bilatérales sont peu développées. |
| Samoa                       | 10 novembre 1974                | Les Fidji ne possèdent pas de représentation diplomatique aux Samoa, mais un ambassadeur itinérant aux îles du Pacifique. | Les Samoa ont ouvert un haut-commissariat à Suva le 5 mars 2021. | Les Samoa ne possèdent qu'une demi-douzaine d'ambassades à travers le monde, mais ont nommé en 2021 leur premier haut-commissaire résident aux Fidji afin d'accroître la coopération des deux pays sur la scène internationale, ainsi que de renforcer leurs relations diplomatiques et commerciales. |
| Tuvalu                      | 1977                            | Les Fidji ne possèdent pas de représentation diplomatique aux Tuvalu, mais un ambassadeur itinérant aux îles du Pacifique. | Les Tuvalu possèdent un haut-commissariat à Suva. | Voisines des Fidji, les Tuvalu sont l'un des plus petits pays au monde. Leur relation avec les Fidji leur est particulièrement importante, et elles maintiennent à Suva leur seul haut-commissariat dans un petit État insulaire océanien en développement. Les Fidji sont la voie d'accès des Tuvalu aux monde, car les vols reliant les Tuvalu à la communauté internationale passent par Fidji. Les Fidji fournissent des enseignants aux écoles tuvaluanes, ainsi que des personnels soignants, et en l'absence d'une université aux Tuvalu, les étudiants tuvaluans sont formés à l'université du Pacifique Sud à Suva. Les Tuvalu étant particulièrement affectées par les effets météorologiques du réchauffement climatique, leur gouvernement apprécie le rôle qu'exercent les Fidji à cet égard sur la scène internationale. Le gouvernement fidjien de Frank Bainimarama a par ailleurs promis d'accueillir les Tuvaluans qui seraient contraints à émigrer en raison du changement climatique. |
| Vanuatu                     | 1980                            | Les Fidji ne possèdent pas de représentation diplomatique au Vanuatu, mais un ambassadeur itinérant aux îles du Pacifique. | Le Vanuatu possède un haut-commissariat à Suva, ouvert le 28 mars 2011. page web : https://vanuatuhighcomm-fj.gov.vu | L'objectif du haut-commissariat vanuatais aux Fidji est de faciliter les interactions vanuataises non seulement avec le gouvernement fidjien mais aussi avec les organisations internationales et régionales établies à Suva, en vue de mobiliser les aides nécessaires au développement durable du Vanuatu, pays pauvre. Les Fidji étant à un stade de développement sensiblement plus avancé, les deux pays ont signé en 2013 un accord de partenariat en matière de développement économique et social, couvrant entre autres l'éducation et la formation, le commerce bilatéral, la santé, les transports, et le changement climatique. |

### Autres relations bilatérales significatives
En date de 2023, les Fidji ont des relations diplomatiques bilatérales officielles avec 178 États. Parmi elles, certaines sont ou ont été significatives, avec parfois des ambassades éphémères :
| État     | Relations diplomatiques depuis… | Représentations diplomatiques | Importance et remarques |
| -------- | ------------------------------- | --- | --- |
| Belgique | septembre 1972                  | L'ambassade des Fidji à Bruxelles, ouverte en juillet 1973, était également accréditée auprès des Pays-Bas, du Luxembourg, de la France, de l'Italie, de l'Espagne, du Portugal, de l'Allemagne, de la Grèce, de la Géorgie et de Monaco. L'ambassadeur des Fidji à Bruxelles était par ailleurs le représentant permanent des Fidji auprès de l'Union européenne et auprès de l'Organisation des pays d'Afrique, Caraïbes et Pacifique. Le gouvernement fidjien décide la fermeture de cette ambassade en 2020. La Belgique n'a jamais eu d'ambassade aux Fidji ; l'ambassade belge à Canberra est accréditée aux Fidji, et la Belgique dispose d'un consulat honoraire à Suva. | Les relations bilatérales belgo-fidjiennes demeurent peu développées, le choix d'une ambassade fidjienne à Bruxelles étant principalement du aux institutions européennes dans cette ville. |
| Brésil   | 16 février 2006                 | Les Fidji ouvrent une ambassade à Brasilia le 30 septembre 2011, puis la ferment en 2019 pour allouer davantage de ressources à la présence diplomatique et commerciale des Fidji en Inde. Le Brésil n'a jamais ouvert d'ambassade aux Fidji ; l'ambassade du Brésil en Australie est accréditée aux Fidji. | L'ambassade des Fidji au Brésil, ouverte dans le cadre de l'expansion des relations des Fidji vers les BRICS, est la première ambassade d'un pays océanien en développement en Amérique du Sud. Il s'agit de promouvoir la coopération entre pays en développement, le Brésil apportant d'emblée aux Fidjiens une formation technique dans le domaine agricole. |
| Éthiopie | 6 janvier 2011                  | L'ambassade des Fidji à Addis Ababa est ouverte le 26 mai 2016. Elle est accréditée auprès de l'Afrique du Sud, de l'Irak, d'Israël, du Kenya, du Nigéria, des Seychelles, du Sud-Soudan, de l'Union africaine et du Programme des Nations unies pour l'environnement. La décision de la fermer est prise en 2019, pour des raisons budgétaires. L'Ethiopie quant à elle n'a jamais eu d'ambassade aux Fidji. | Le choix d'ouvrir une ambassade fidjienne à Addis Ababa relève explicitement de la volonté fidjienne d'étendre ses réseaux diplomatiques bien au-delà de ses partenaires traditionnels, et aussi de la reconnaissance par les autorités fidjiennes que l'Ethiopie possède « un rôle stratégique dans la région en tant que quartier-général de l'Union africaine ». |
| Israël   | 1970                            | Le nouveau gouvernement fidjien de Sitiveni Rabuka annonce, début 2023, vouloir ouvrir en 2025 une ambassade fidjienne à Jérusalem, se positionnant ainsi sur la question du statut de Jérusalem. Les Fidji disposent d'un consulat honoraire à Tel Aviv. Israël n'a jamais eu d'ambassade aux Fidji. | Les forces armées des Fidji participent de longue date à des opérations de maintien de la paix au Proche-Orient, et le gouvernement israélien lui en a exprimé sa reconnaissance. Israël en 2023 annonce vouloir proposer des formations à des jeunes Fidjiens dans les domaines médical et agricole. |
| Russie   | 30 janvier 1974                 | L'ambassade des Fidji au Japon est, depuis 2010, accréditée à la Russie. L'ambassade de Russie en Australie est accréditée aux Fidji. | Les Fidji établissent une reconnaissance diplomatique mutuelle avec l'Union soviétique en 1974, mais dans le contexte de la guerre froide et de la politique étrangère pro-occidentale fidjienne, les relations russo-fidjiennes sont quasi inexistantes avant la fin des années 2000. Elles se développent lorsque le gouvernement Bainimarama cherche à contrer les sanctions occidentales contre son pays après le coup d'État militaire de 2006. Les premières visites d'État ont lieu avec la venue de Sergueï Lavrov aux Fidji en 2012 puis de Frank Bainimarama en Russie en 2013. La Russie vend des équipements militaires aux Fidji en 2016, mais dans les faits, les relations entre les deux pays demeurent limitées. En février 2022, le gouvernement fidjien en la personne d'Aiyaz Sayed-Khaiyum condamne l'invasion de l'Ukraine par la Russie et soutient les appels du secrétaire général des Nations unies António Guterres au respect du droit international. En septembre 2022, s'adressant à l'Assemblée générale des Nations unies, le Premier ministre Bainimarama condamne « la guerre d'agression de la Russie contre l'Ukraine [...] qui reflète une mentalité brutale de conquête et d'empire », et rappelle que son pays est d'autant plus attaché à la paix que des soldats fidjiens participent à la Force de maintien de la paix des Nations unies. |
| Taïwan   | n/a                             | Les Fidji reconnaissent la République populaire de Chine et donc le politique d'une seule Chine, et n'a pas de relations diplomatiques officielles avec Taïwan. Taïwan dispose toutefois d'un bureau commercial à Suva depuis 1971 (l'année qui suit l'indépendance des Fidji), et en fait usage comme ambassade de facto. Ce bureau s'appelle « Mission commerciale de la République de Chine (Taïwan) auprès de la République des Fidji », et les diplomates taïwanais qui y résident bénéficient de l'immunité diplomatique. En 2018, le gouvernement fidjien demande à la mission de changer de nom, et elle devient le « Bureau de commerce de Taipei », perdant son statut diplomatique. En 2023, le nouveau gouvernement de Sitiveni Rabuka restaure le nom et le statut diplomatique de la mission,, entraînant une réprimande de la part du ministère chinois des Affaires étrangères. En 1997, les Fidji ouvrent à Taipei un « Bureau représentatif commercial et touristique », ambassade fidjienne de facto. Le gouvernement fidjien la ferme en 2017, dans un contexte de réduction de ses représentations diplomatiques à l'étranger pour des raisons financières, et dans un contexte de rapprochement croissant des Fidji avec la Chine continentale. | Taïwan fournit de longue date aux Fidji une aide au développement agricole. |